# 柳井縞
柳井縞（やないじま）とは、日本の伝統織物。山口県柳井市を中心に発達した。

## 概要
柳井縞は木綿糸をつかった縦じま模様を特徴とする織物である。江戸時代に木綿商人が職人へ原料となる素材を渡して織る料金を支払い、その後に製品を引き取る「綿替」という方法で、現在の山口県柳井市を中心に発達した。その後1760年（宝暦10年）に岩国藩が織物の検印制度を開始、その品質を認められ、江戸時代中期ごろには柳井木綿として日本全国にその名が知れ渡るようになった。
明治時代後半には織物業が衰退し、柳井縞は大正時代初期より入手が困難となった。しかし、最近になって「新生柳井縞」として復興の気風があり、「柳井縞の会」も発足した。なお、同じく現在柳井市の名物となっている伝統工芸品「金魚ちょうちん」の赤色は、柳井縞の染料が用いられている。
柳井市が市制50周年を迎えた2004年（平成16年）に行われた記念イベント「スローライフ月間in柳井」では、柳井縞の会が主催となり、名称を一般公募で募集した20種類の柳井縞を展示する「全国縞めぐり」を開催した。